# آریتمی قلب

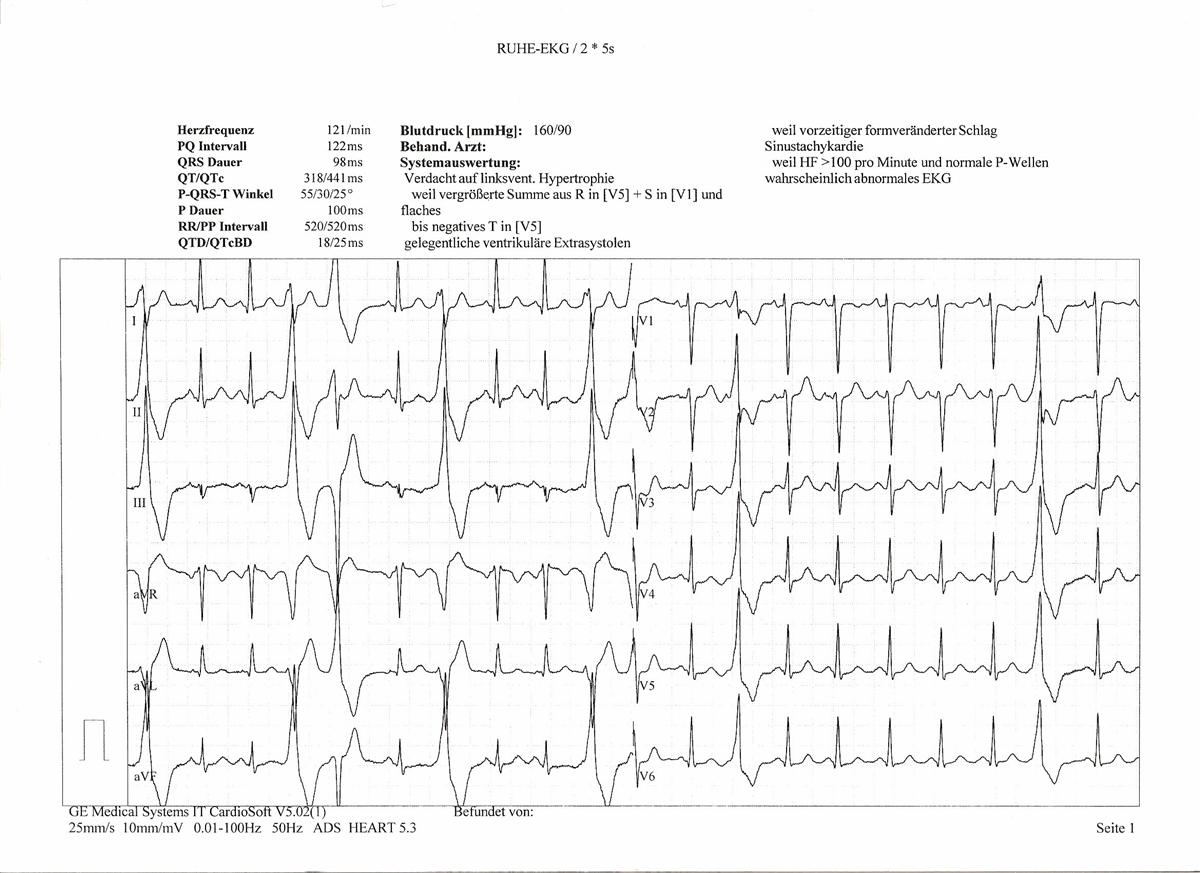
ECG 12 کانالی غیر طبیعی.

آریتمی قلبی (به انگلیسی: Cardiac arrhythmia) به معنی غیرطبیعی بودن ریتم قلب است. ریتم طبیعی قلب از گره سینوسی آغاز شده و پس از انتقال به گره دهلیزی-بطنی در بطنها منتشر می‌شود. در نتیجه این نحو هدایت تحریک الکتریکی، ابتدا دهلیز و با فاصله کمی بطن‌ها منقبض می‌شوند. ریتم طبیعی قلب بین شصت تا صد ضربان در دقیقه‌است.

## انواع آریتمی
چهار نوع اصلی آریتمی وجود دارد: ضربان اضافی، تاکیکاردی فوق بطنی، آریتمی بطنی و برادی کاردی.
به کندی ریتم قلب برادی کاردی و به تندی ریتم قلب تاکی کاردی می‌گویند. برادیکاردی گاه فیزیولوژیک است مانند افراد ورزشکار و گاه پاتولوژیک است مانند برادیکاردی ناشی از سکته قلبی. نوع پنجم از برادیکاردی را که نوع پریودیک است، به طوریکه ضربان ۳۰_۱۲۰ثانیه وجودندارد:و دلیل آن ناتوانی عضلات قلب برای تپش منیزیوم کافی دراختیارندارد، بامصرف ویتامین B6 روزانه ۱قرص در ۱۰ روز اول هرماه می‌تواند کمبود این ویتامین را جبران نموده در نتیجه منیزیوم به قدر کافی از دستگاه گوارش جذب شود و موجب توانمندی عضلهٔ قلب و سایر عضلات بدن گردد. تاکیکاردی نیز همینگونه است. همچنین ممکن است موج تحریک الکتریکی قلب در نقطه‌ای از مسیر کند یا متوقف شود که به آن بلوک قلبی می‌گویند.
گاه ممکن است نقطهٔ دیگری از قلب جای گره سینوسی را به عنوان کانون شروع‌کننده موج تحریک الکتریکی قلب بگیرد که آن را ضربان اکتوپیک می‌نامند.
فیبریلاسیون دهلیزی و فیبریلاسیون بطنی انواع دیگری از آریتمی قلبی هستند که تحریک الکتریکی مسیر مشخصی را در قلب طی نمی‌کند و سلول‌های دهلیز یا بطن به صورت نامنظم تحریک می‌شوند. در نوع دیگری از آریتمی قلبی، ضربان دهلیز و بطن از هم منفک شده‌اند و هر کدام با ریتم‌های مجزا و از مراکز مجزا تحریک می‌شوند (انفکاک دهلیزی بطنی).

## تشخیص

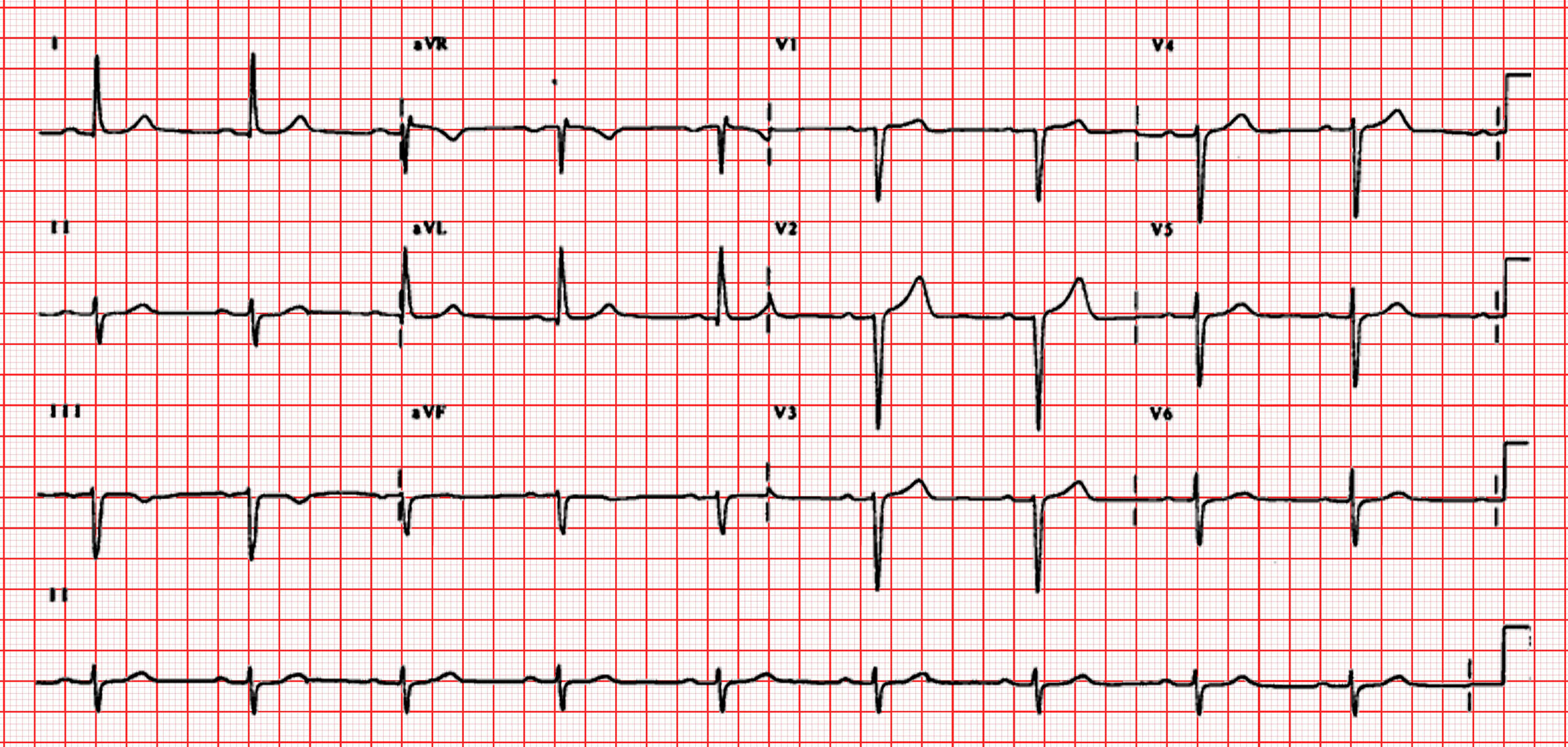
این عکس یک الکتروکاردیوگرام (ECG) است که فعالیت الکتریکی قلب را ثبت می‌کند. در این نوار قلب، موج‌های P، کمپلکس QRS و موج T دیده می‌شوند که هرکدام بخش‌های مختلفی از چرخه قلبی را نشان می‌دهند. این نوار می‌تواند برای تشخیص آریتمی‌های قلبی و سایر اختلالات قلبی مانند فیبریلاسیون دهلیزی و بطنی، بلوک قلبی و تاکی‌کاردیا استفاده شود.

گاهی آریتمی بر اثر مصرف مشروبات الکلی، استفاده زیاد از سیگار یا ورزش‌های سنگین رخ می‌دهد. پزشک در این مورد با سوالاتی به تشخیص خود می‌پردازدهمچنین ممکن است پزشک ازآزمایش‌ها و تست‌هایی کمک بگیرد مثل نوار قلب. تست‌های فیزیکی هم در حین نوار قلب احتمالاً به پزشک در تشخیص آریتمی کمک می‌کند. از دیگر تست‌ها می‌توان از الکتروفیزیولوژیک و هولتر یاد کرد

## درمان
- تغییر شیوه زندگی
- داروهای ضد انعقاد خون جهت کاهش میزان خطر لخته شدن خون و سکته مغزی
- داروهای پیشگیری وکنترل آریتمی و درمان شرایط مربوط به آن مانند پرفشاری خون، بیماری کروناری قلبی و نارسایی قلبی
- ضربان‌ساز که از یک باتری جهت کمک به تنظیم ضربان قلب استفاده می‌کند
- تحریک الکتریکی یا دفیبریلاسیون قلبی از طریق دفیبریلاتورهای قلبی کاشتنی یا الکتروشوک قلبی
- جراحی
- انهدام (تخریب) بافت قلبی[۴]

## درمان دارویی
درمان با داروهای آنتی آریتمیک مانند دیگوکسین، پروپرانولول، بتابلوکرها، بلوک کننده‌های کانال کلسیم مانند وراپامیل، پروکائین آمید، کینیدین و… بستگی به نوع آریتمی و سایر شرایط بیمار دارد.